# 7日
7日（なのか、ななにち）は、暦上の各月における7日目である。
各月の7日については下記を参照。
- 1月7日 - 1月7日 (旧暦)
- 2月7日 - 2月7日 (旧暦)
- 3月7日 - 3月7日 (旧暦)
- 4月7日 - 4月7日 (旧暦)
- 5月7日 - 5月7日 (旧暦)
- 6月7日 - 6月7日 (旧暦)
- 7月7日 - 7月7日 (旧暦)
- 8月7日 - 8月7日 (旧暦)
- 9月7日 - 9月7日 (旧暦)
- 10月7日 - 10月7日 (旧暦)
- 11月7日 - 11月7日 (旧暦)
- 12月7日 - 12月7日 (旧暦)